# Geschiedenis van Wikipedia

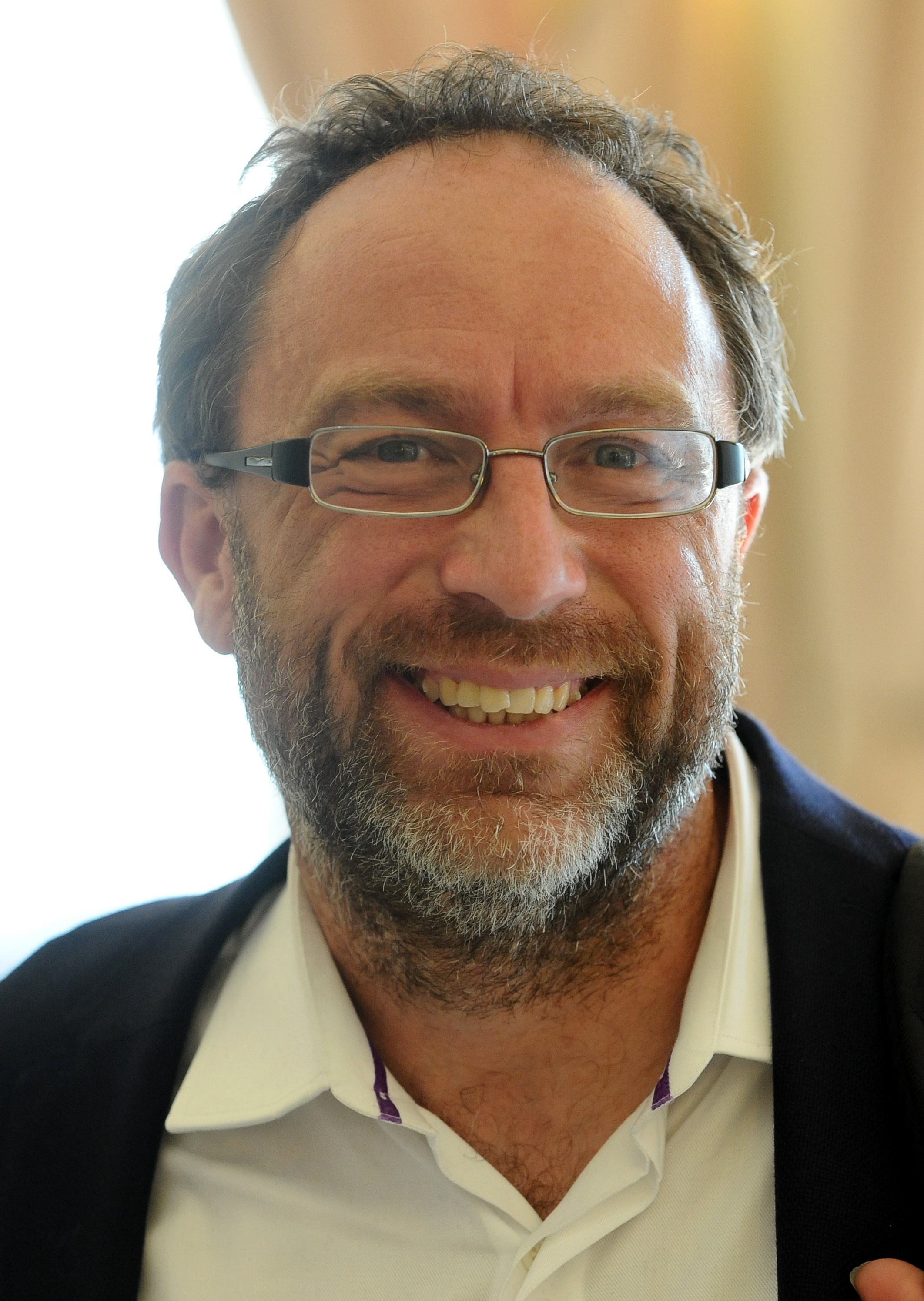
Jimmy Wales, 2013

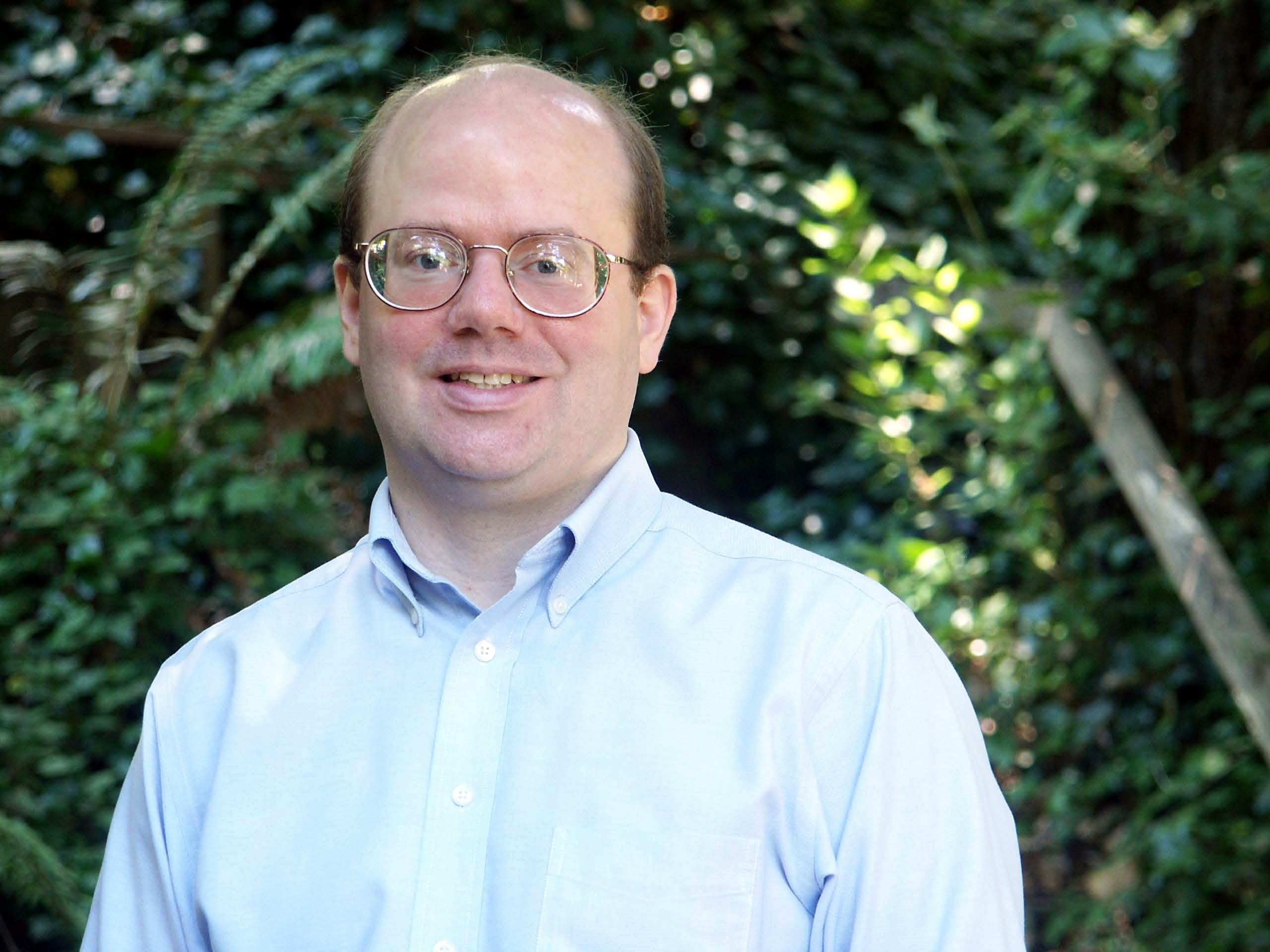
Larry Sanger

De geschiedenis van Wikipedia begon met de oprichting van Wikipedia als onafhankelijk project op 15 januari 2001.

## Algemene geschiedenis

### Stichting en eerste groei
Het project begon met een conversatie tussen twee oude internetvrienden, Larry Sanger, hoofdredacteur van Nupedia en Ben Kovitz, een computerprogrammeur en bètawetenschapper, op de avond van 3 januari 2001 in San Diego, Californië. Kovitz had al eerder te maken gehad met een ander soort wikiproject, en toen hij het basisconcept aan Sanger uitlegde, zag deze onmiddellijk dat het wikiformat uitstekend geschikt zou zijn voor het opzetten van een opener, minder formeel project dan Nupedia. Vier maanden daarvoor hadden Sanger en zijn baas Jimmy Wales, president-directeur van Bomis, Inc., al eens verschillende mogelijkheden besproken om naast Nupedia een opener, aanvullend project te beginnen. Het kostte Sanger dus niet veel moeite om Wales over te halen een wiki voor Nupedia op te zetten. Nupedia's eerste wiki ging online op 10 januari 2001. Van de kant van de auteurs en redacteuren van Nupedia kwam echter het nodige protest tegen het plan om Nupedia zo nauw te associëren met een webpagina, gebaseerd op het wikiconcept. Daarom kreeg het nieuwe project per 15 januari de naam 'Wikipedia' en een eigen, onafhankelijk adres op het web. Deze datum werd later uitgeroepen tot Wikipediadag.
Op 12 februari 2001 werd de eerste mijlpaal van 1000 artikelen overschreden; kort daarna groeide het project met ca. 1000 artikelen per maand.
Heel wat deelnemers kwamen in één klap binnen via publicatie van Slashdot in maart en juli. Ook andere publicaties trokken deelnemers, zoals die op Kuro5hin.

### Tiende verjaardag
Op zaterdag 15 januari 2011 werd de tiende verjaardag van Wikipedia gevierd.
Binnen de Wikipedia-gemeenschappen werden meer dan 450 activiteiten en samenkomsten belegd. In het Nederlandse taalgebied vonden twee bijeenkomsten plaats, in Amsterdam en in Gent.

### Logo
In de maanden augustus en september 2003 werd een internationale logowedstrijd gehouden. Het logo van Paul Stansifer werd met grote meerderheid verkozen. Daarna werd dit aangepast tot een grijze versie op basis van hetzelfde idee.

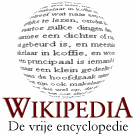
Het oude logo van de Nederlandstalige Wikipedia
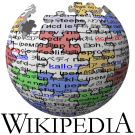
Het winnende nieuwe logo
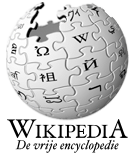
Het definitieve logo
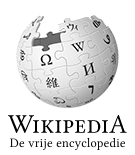
Een update van het logo

## Nederlandstalige Wikipedia

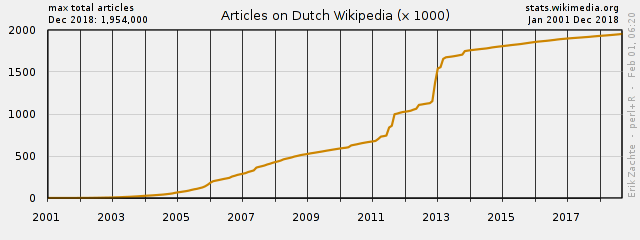
Groei Nederlandstalige Wikipedia

De Nederlandstalige Wikipedia begon op 19 juni 2001. De vroegste geschiedenis is verloren gegaan, maar het oudste artikel op de Nederlandstalige Wikipedia is (voor zover te achterhalen) Definitie (7 augustus 2001), gevolgd door Ollekebolleke (28 augustus 2001).
Op 3 augustus 2003 verscheen op de Nederlandstalige Wikipedia het 10.000e artikel. De maanden direct hierna nam het bezoek en het aantal medewerkers toe. Op 14 oktober 2005 verscheen het 100.000e artikel.
Buiten de encyclopedie worden er ook evenementen georganiseerd waar de deelnemers van Wikipedia elkaar kunnen ontmoeten. Op 27 november 2004 vond het eerste symposium plaats van de Nederlandstalige Wikipedia, in de stadsbibliotheek van Rotterdam. Ongeveer 40 mensen namen deel aan dit symposium.
Op 2 september 2006 vond de eerste Wikimediaconferentie Nederland plaats. Hieraan namen ongeveer 40 Nederlanders en 6 Vlamingen deel.
De Nederlandstalige Wikipedia stond tot in 2010 op de zevende plaats wat betreft het aantal artikelen op de lijst van de voornaamste talen. De snelle stijging van de Spaanse en Portugese Wikipedia's maakte dat de Nederlandstalige Wikipedia het jaar 2011 is ingegaan op de negende plaats, maar in de loop van dat jaar nam het weer de zevende plaats in, waarna het steeg tot de vierde plaats in december 2011. In 2013 nam de Nederlandstalige Wikipedia de derde plaats in. Anno 2021 is de Nederlandstalige encyclopedie met 2 miljoen artikelen gezakt naar de zesde plaats qua aantal artikelen.
Op 15 januari 2015 kreeg de Nederlandstalige Wikipediagemeenschap de Erasmusprijs toegekend. Op 25 november 2015 werd de prijs uitgereikt aan drie vertegenwoordigers van de gemeenschap.

### Vormgeving

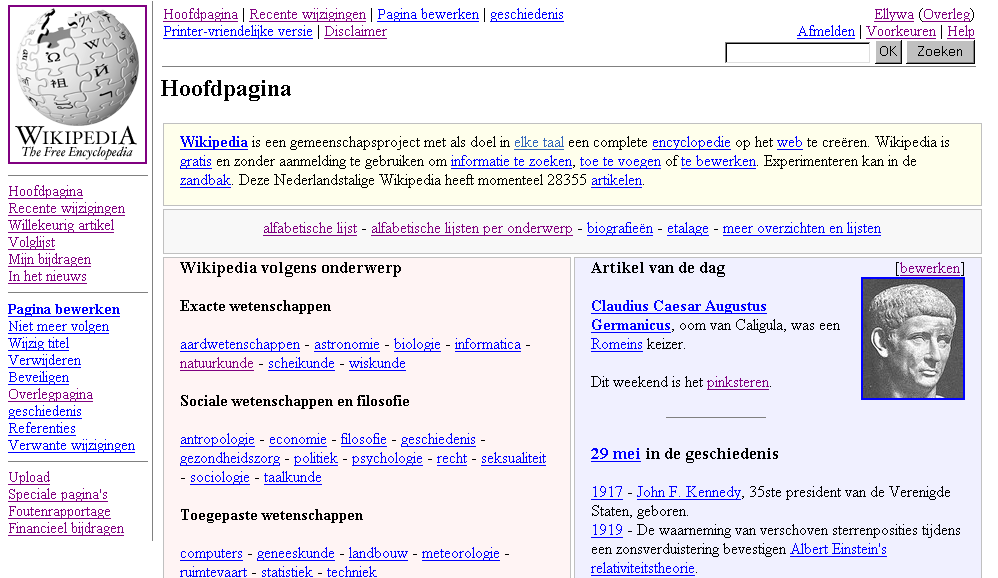
Hoofdpagina van de Nederlandstalige Wikipedia oude stijl
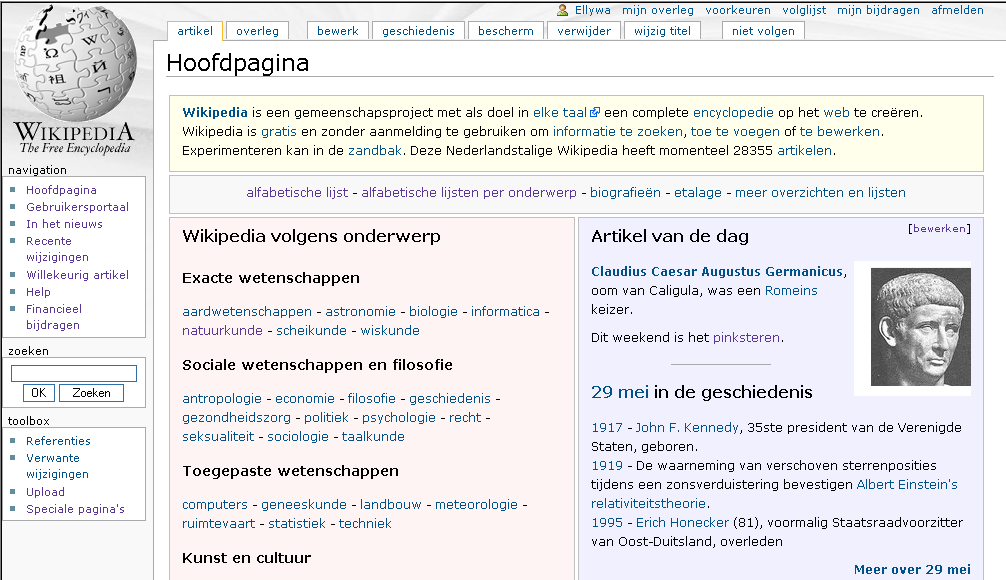
Hoofdpagina, 2004
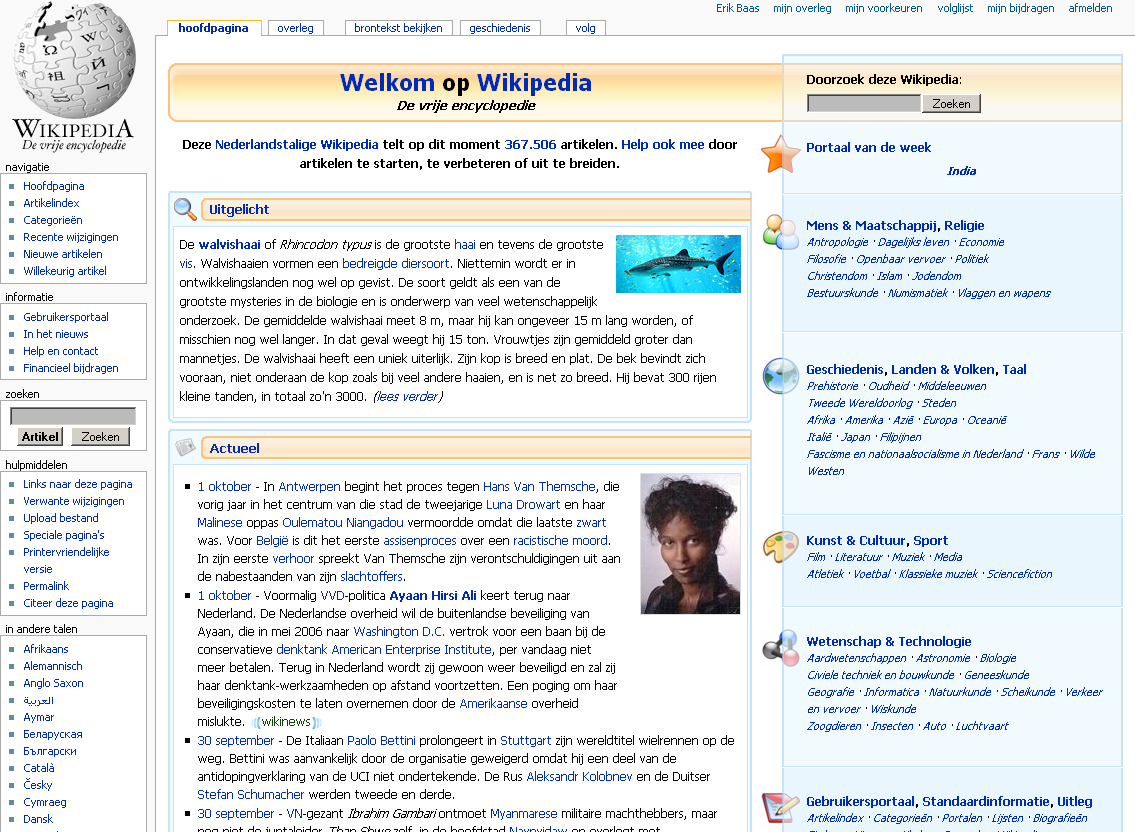
Hoofdpagina, 2007

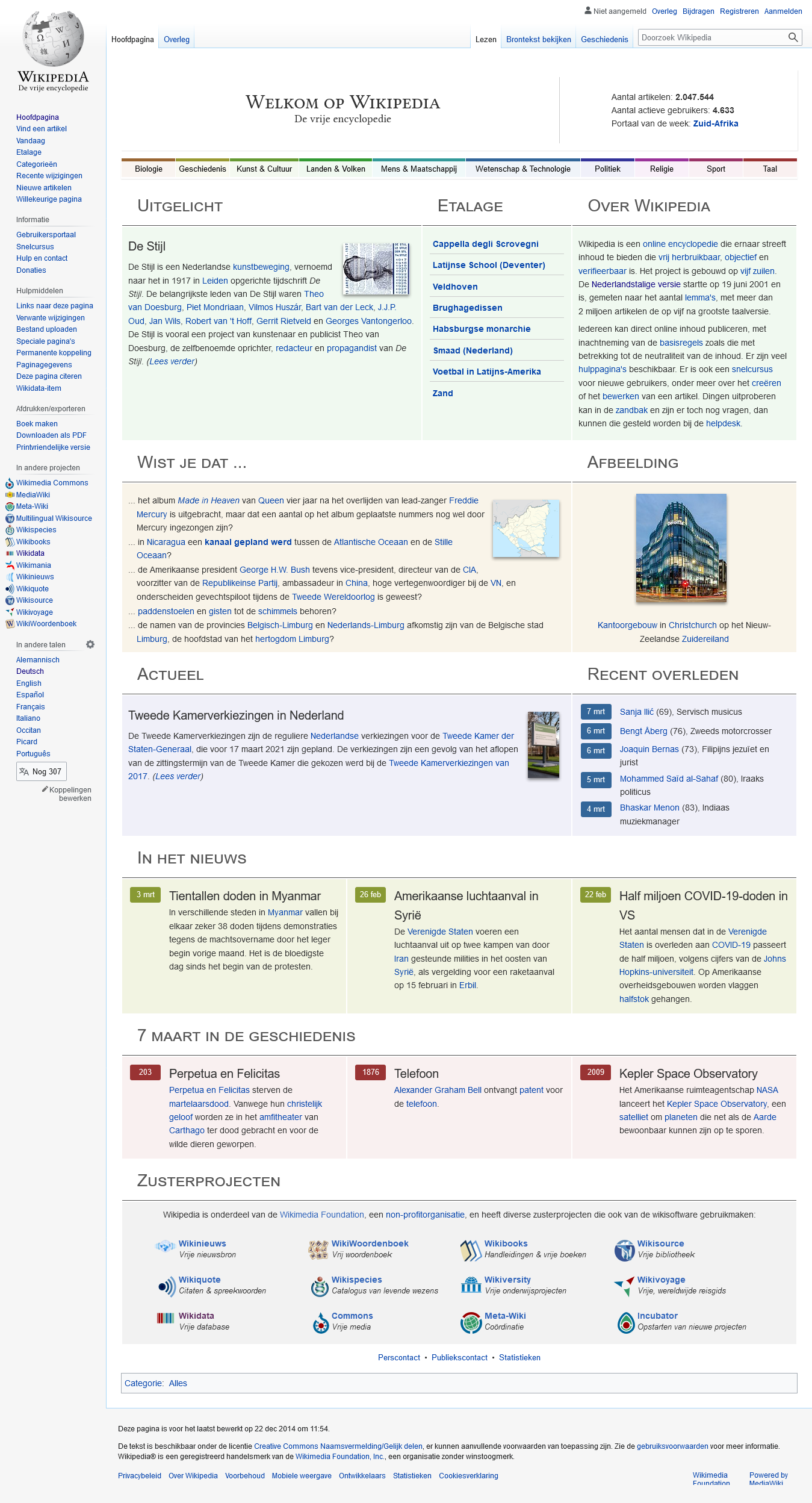
Hoofdpagina, 2010

## Publicaties
- Andrew Lih: The Wikipedia revolution. How a bunch of nobodies created the world's greatest encyclopedia. New York, Hyperion, 2009. ISBN 9781401303716